# 東京ファッションタウン
東京ファッションタウン株式会社（とうきょうファッションタウン）は、かつて存在した、東京都などが出資する第三セクター会社。現在は株式会社東京ビッグサイトに吸収合併されている。

## 概要
東京都でファッションを軸にした都市づくりを推進していた当時の通商産業省（現・経済産業省）の「ファッションタウン構想」により、1993年（平成5年）8月に設立された。
設立時から業績が悪く、経営改善のため東京都指導による経営改善策大綱を策定した。2000年（平成12年）からは、TFTビルを当時の株式会社東京国際貿易センター（現・株式会社東京ビッグサイト）へサブリースしたほか、主要銀行を中心に元利返済の猶予や金利減免などの金融支援、東京都から定期借地権50％免除などの支援を受けてきたが、多額の借入金に伴う金利負担が重く、毎年大幅赤字を計上するなど債務超過が続き、2005年（平成17年）3月31日に、東京地方裁判所に民事再生法の適用を申請した。負債総額は約898億円である。
その後、民事再生手続きが開始され、東京ファッションタウンは、タイム二十四と伴に、2006年（平成18年）3月に、株式会社東京ビッグサイトに吸収合併された。

## 沿革
- 1993年8月5日 会社設立。
- 1996年4月1日 東京ファッションタウンビル（TFTビル）開業。
- 2000年2月25日 経営改善策大綱策定。
- 2000年4月1日 当時の株式会社東京国際貿易センター（現・株式会社東京ビッグサイト）へ事業委託。
- 2005年3月31日 民事再生手続開始申立て。
- 2005年4月4日 民事再生手続開始決定。
- 2006年3月 株式会社東京ビッグサイトへ吸収合併。

## 会社概要
- 代表取締役社長 : 荒木繁雄
- 本社 : 東京都江東区有明3丁目1番地22　TFTビル（廃止当時）
- 資本金 : 172億4500万円
- 常勤役員数 : 2人
- 常勤職員数 : 0人
- 都派遣職員数 : 0人
- 所管 : 東京都産業労働局
- 都出資比率 : 42億5000万円（25％）

## 事業概要
- ビルの賃貸・管理運営
  - 東京ファッションタウンビル
- ファッションショー及び展示会などの企画開催等

上記事業は2000年に株式会社東京ビッグサイトへ委託した。

## 経営状況
経営状況は極めて悪く、平成16年度の当期損失は26億7600万円、当期未処理損失は304億5700万円、債務超過額は132億1200万円にも上り、平成16年度末の金融機関からの借入金残高は835億円に達している。2005年3月31日に東京地方裁判所へ民事再生法を申請した。負債総額は、約898億円に達する。

## 東京ファッションタウンビル（TFTビル）

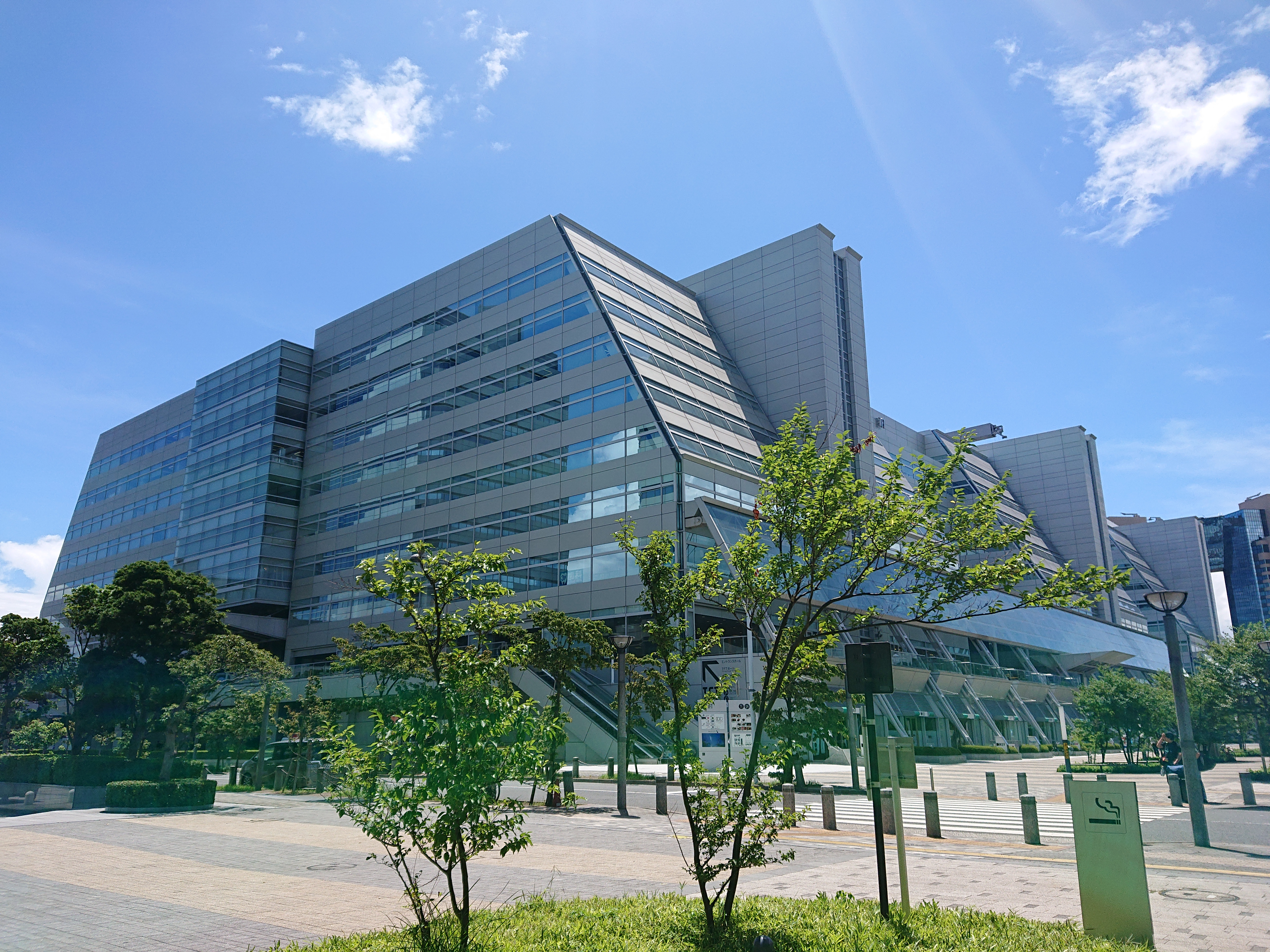
東京ファッションタウンビル

東館（有明3-6-11）、西館（有明3-4-10）の2棟から成るオフィスビル。ゆりかもめ東京臨海新交通臨海線東京ビッグサイト駅と直結している（北緯35度37分50.6秒 東経139度47分26.4秒 / 北緯35.630722度 東経139.790667度）。
- ワンザ有明ベイモール

東館1階（路面店）、2階に展開するショッピングモール。物販店9店舗、飲食店20店舗、郵便局、みずほ銀行、クリニック等で構成されている。2階は通路にて西館、東京ビッグサイト駅と連絡している。2階中央には屋内にある滝としては世界一の「シャワーツリー35」がある。毎日定時に建物吹き抜け部10階（落差35m）から2トンの水を7分間流すショーが行われている。ショーの際は人々が濡れてしまわないように、係員が整備にあたる。ただし、コミックマーケット開催時などの混雑時はショー自体行わない。
2013年のコミックマーケット84開催最終日まではマクドナルドが出店していたが閉店し、同年10月15日からはモスバーガーが出店した。モスバーガーも2021年に閉店し、2023年12月にゼッテリアが出店し現在に至る。
- ビッグサイトTFTホール

西館2階にあり、Hall1000、Hall500、Hall300の3つのホールとホワイエなどで構成されている。各種展示会やファッションショー、コンベンションなどで使われており、休日はコスプレイベントなどが開催されている。
2012年4月1日から、TFTホールからビッグサイトTFTホールに改称した。
- その他テナント
  - 大塚家具 - 本社・有明ショールームがある。
  - シンテイ警備湾岸営業所
  - レナウン
  - 三菱電機ライフネットワーク（2004年から2013年まで）

## 他の近隣施設
- シンボルプロムナード公園
- 東京国際展示場（東京ビッグサイト）
- 有明フロンティアビル
- TOC Ariake
- 相鉄グランドフレッサ東京ベイ有明
- 東京ベイ有明ワシントンホテル
- 有明パークビル
- 有明センタービル
- 武蔵野大学有明キャンパス
- 東京ベイコート倶楽部ホテル&スパリゾート